# Al-

al- är inte alltid ett permanent inslag i det ord som det följs av, vilket här demonstreras av 'al-Baḥrayn', det arabiska ordet för Bahrain.

al- (arabiska: الْـ، اَلْـ), ibland transkriberat el- och i vissa fall il- och ul-, är den bestämda artikeln i det arabiska språket. Det är, med andra ord, en partikel vars uppgift är att göra det följande substantivet bestämt, och motsvarar i singularis svenskans användning av -en eller -et.
Artikeln skrivs i arabiskan samman med det följande ordet, men transkriberas med bindestreck, al-. Till exempel skrivs ordet كتاب, kitab (bok), i bestämd form الكتاب, al-kitab (boken).
Den bestämda artikeln al- ska inte förväxlas med det fristående ordet al, för bland annat ätt. I namnet Tamim bin Hamad bin Khalifa Al Thani, som ett exempel, står "Al Thani", آل ثاني, för "ätten Thani" och är inte hopskrivet.
Till skillnad från de flesta andra partiklarna i arabiskan, är al- alltid ett prefix fogat till ett ord och står, som sagt, aldrig ensam. De flesta ordböcker listar det inte som ett separat ord. Al- är inte heller ett permanent inslag i det ord som det följs av. Det läggs till och tas bort för att växla mellan bestämd och obestämd form av ordet.
Som partikel böjs inte al- vid genus, pluralis, kasus etc.
Uttalet av den bestämda artikeln påverkas av omgivande ord. Om ett direkt föregående ord slutar på en vokal, uttalas inte den bestämda artikelns vokal. Om det påföljande ordet börjar på en konsonant som hör till någon av de så kallade solbokstäverna (ت (t), ث (ṯ/th), د (d), ذ (ḏ/dh), ر (r), ز (z), س (s), ش (š/sh), ص (ṣ/s), ض (ḍ/d), ط (ṭ/t), ظ (ẓ/z), ل (l) eller ن (n)), uttalas inte "l"-et och det sker istället en fördubbling av solbokstaven. Till exempel skrivs den bestämda formen av ordet shams (sol) som al-shams, men uttalas ash-shams; den femtiofemte suran i Koranen skrivs som al-rahman men uttalas ar-rahman; namnet på den arabiske historikern Muhammad ibn Jarir al-Tabari skrivs just al-Tabari, men uttalas at-Tabari.
Det finns olika metoder att återge arabiskans bestämda artikel i transkription till svenska. I språkvetenskapliga och litteraturvetenskapliga texter, används gärna en mer uttalsinriktad transkription, exempelvis så att الشمس (solen) transkriberas ash-shams. För texter som inte riktar sig till akademiker på området, finns rekommendationer att använda en förenklad transkription, där man inte tar hänsyn till det förändrade uttalet vid solbokstäverna, utan konsekvent skriver al-, så att الشمس (solen) då transkriberas al-shams. Båda dessa metoder går bra att använda, så länge man ser till att vara konsekvent och håller sig till en stil inom samma text.